# Julgamento de Armas (1181)
O Julgamento de Armas (em inglês: Assize of Arms) foi uma proclamação do rei Henrique II que determinou as armas e equipamentos apropriados a todo homem livre, com base em sua renda da terra. Essa medida, que poderia ser vista como um renascimento dos princípios do 'fyrd' anglo-saxão, destinava-se a prover uma milícia local, que poderia ser usada contra invasões, rebeliões ou para manutenção da paz.